# Mosquiter de Kamtxatka
El mosquiter de Kamtxatka (Phylloscopus examinandus) és una espècie d'ocell de la família dels fil·loscòpids (Phylloscopidae). És un ocell migratori que nidifica a les penínsules de Txukotka i Kamchatka i les illes de Sakhalín, Hokkaido i Kurils, i migra al sud per passar l'hivern a l'arxipèlag malai. Els seus hàbitats principals són els boscos boreals, els boscos tropicals i subtropicals de frondoses secs, els boscos tropicals i subtropicals de frondoses humits de les terres baixes, els manglars, els matollars de muntanya, els matollars temperats, les zones riberenques, les terres llaurades, les plantacions, els jardins rurals i les àrees forestals fortament degradades. El seu estat de conservació es considera de risc mínim.